# Rue Talensac
La rue Talensac est une voie de Nantes, en France.

## Situation et accès
Située essentiellement dans le quartier Hauts-Pavés - Saint-Félix, avec cependant, l'extrémité sud de l'artère constitue la limite entre ce quartier et celui du centre-ville, la rue Talensac est bitumée, ouverte à la circulation automobile. Rectiligne, elle relie la rue Paul-Bellamy à la rue de Bel-Air.

## Origine du nom
Selon Édouard Pied, un certain Jehan de Talenzac, de la paroisse de Saint-Similien, fut désigné en 1336 parmi les Commissaires chargés de surveiller l'exécution de la police, sur le prix des denrées et des salaires.

## Historique
La rue a été ouverte en 1755. En 1810, la veuve de Jean Merrot, écuyer, propriétaire de la « tenue de la Tombe » qui s'y trouvait (appelé aussi « Tombe rouge » en raison des nombreux débris de poterie romaine qu’on y aurait découvert), vend un terrain vague entre cette tenue et la rue.
Quelques années plus tard, le 15 octobre 1829 on inaugure au sud de la rue les abattoirs publics. Ceux-ci sont alors implantés sur un terrain vierge de toute construction qui s'étendait jusqu'aux rues de Bel air, Basse-Porte et Jeanne-d'arc. Les abattoirs se composaient de deux bâtisses très austères égayées par une place plantée de marronniers. L'ensemble était clôturé par de hautes grilles que l'on s'empressait de refermer afin d'éviter que les animaux ne tentent de s'en échapper.
Avant sa dénomination actuelle, elle porta auparavant les noms de « rue Réaumur », « rue Poisson », ou « rue de l'Abattoir ».
En 1910, pour une question d'hygiène et d'aménagement urbain, la municipalité envisage de transférer les abattoirs dans le quartier de Pirmil, au sud de la Loire, mais le projet est néanmoins suspendu à la suite du déclenchement de la Première Guerre mondiale.
Au début des années 1930, le maire Léopold Cassegrain prend la décision de faire raser les anciens abattoirs afin de les remplacer par un grand marché central couvert. Le 15 décembre 1933, il organise un concours d'architectes afin de concevoir le nouvel équipement. Le 23 mai 1934, les architectes Henri Vié (père et fils) et Georges Desfontaines, associés à l'entrepreneur de BTP Jean Le Guillou, sont désignés pour mener à bien le projet. La démolition des abattoirs commence en juin 1934, pour laisser la place à l'actuel marché de Talensac, inauguré le 8 janvier 1937 par le maire Auguste Pageot.

## Bâtiments remarquables et lieux de mémoire
Outre le marché couvert, la partie nord-ouest de la rue accueille également le Lycée catholique Talensac.